# Ungaria Mare

Harta Imperiului Austro-Ungar
Imperiul Austriei (Cisleithania): 1. Bohemia, 2. Bukovina, 3. Carinthia, 4. Carniola, 5. Dalmatia, 6. Galicia, 7. Küstenland, 8. Lower Austria, 9. Moravia, 10. Salzburg, 11. Silesia, 12. Styria, 13. Tyrol, 14. Upper Austria, 15. Vorarlberg;
Österreich(Transleithania): 16. Ungaria 17. Croația-Slavonia;
Austrian Condominium: 18. Bosnia și Herzegovina

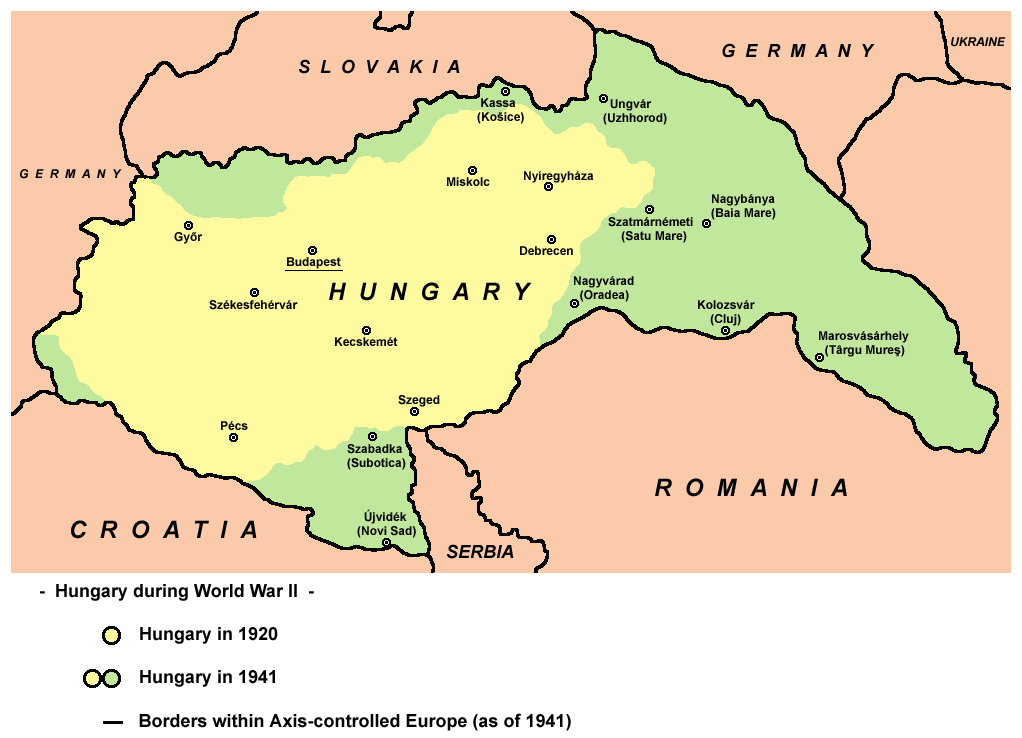
Ungaria 1941-1944

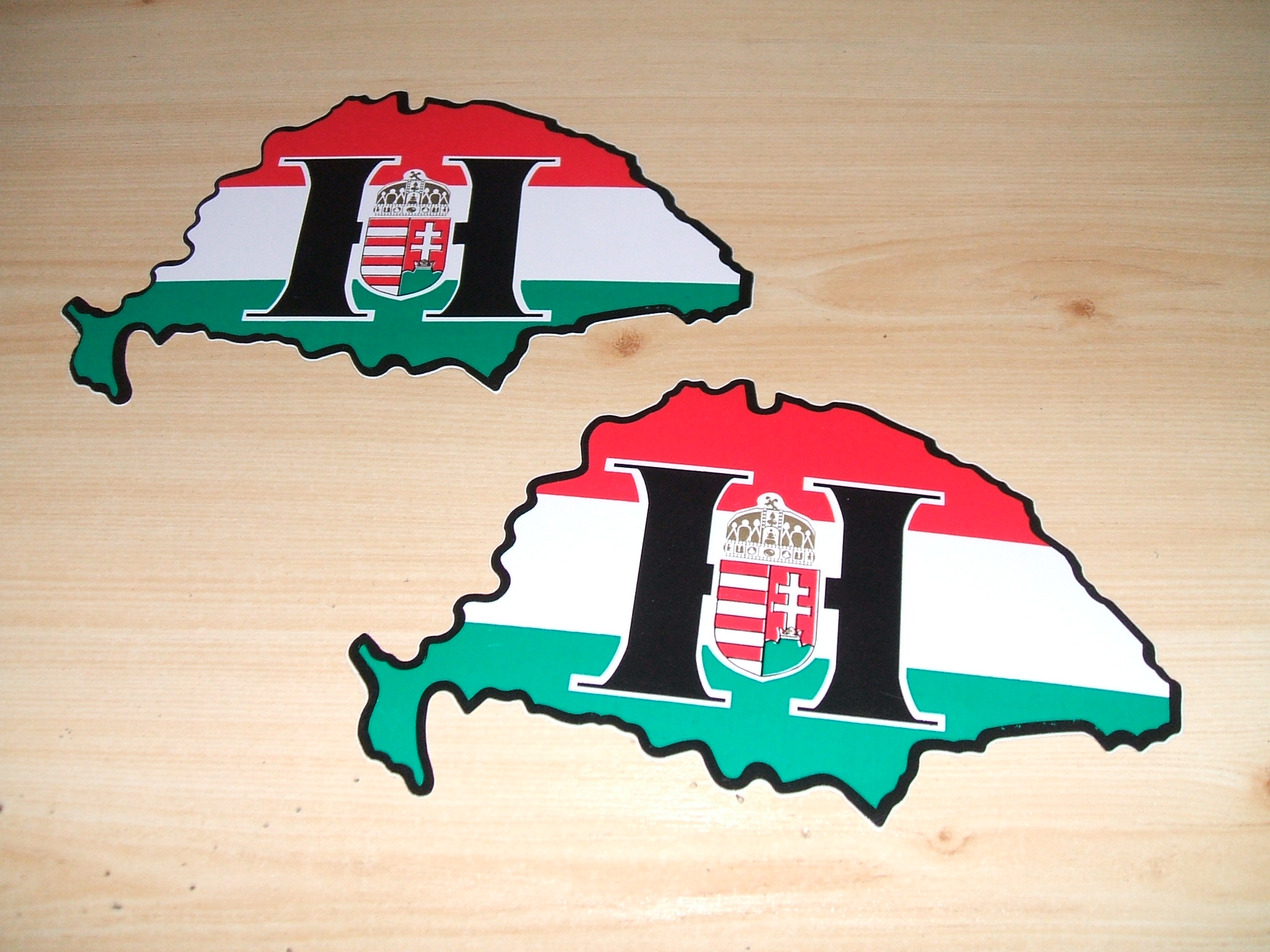
Abţibilduri cu motiv revizionist

„Ungaria Mare” (în maghiară Nagy-Magyarország) este un concept politic revizionist, care vizează revenirea Ungariei la frontierele avute înainte de 1918, când exista structura statală multinațională Austro-Ungaria, oficial „Imperiul austriac și regatul maghiar”.

## Tratatul de la Trianon
Componentă a sistemului de tratate de la Paris, tratatul de la Trianon (1920) consfințea noile granițe dintre Ungaria, România (Reîntregită), Ceho-Slovacia, Austria și Iugoslavia. În nord, o parte a  Slovaciei și teritoriul Rutheniei au devenit componente din Cehoslovacia, în est și sud-est, Transilvania și Banatul s-au unit cu România, iar în sud Croația, Slovenia și Voivodina au devenit o parte din noul stat Iugoslavia.

## După Trianon
După tratatul de pace de după Primul Război Mondial, conceptul politic de revizionism maghiar sau revizionism (în general) a devenit foarte popular în Ungaria, revizioniștii maghiari pretinzând că tratatul de la Trianon ar fi fost "injust", nedrept. Ungurii revizioniști au creat o concepție naționalistă, bazată pe caracterul așa-zis nedrept al tratatului, considerat drept pedeapsă pentru că Germania și statul multinațional Austro-Ungaria au pornit Primul Război Mondial și s-au luptat împotriva Antantei. Această concepție politică ungară a stârnit îngrijorare în țările vecine cu Ungaria, adică România, Ceho-Slovacia și Iugoslavia, care au căutat soluții de politică externă pentru a contracara aceste poziții (alianțe regionale). Unele țări din vestul Europei, precum Franța, au susținut pozițiile anti-revizioniste.

## Astăzi
Astăzi, pe plan internațional Ungaria Mare este menționată nostalgic,  doar ca un memento colectiv sau aspirație a naționaliștilor, ca o viziune iredentistă, aceasta din urmă împovărând din nou relațiile dintre Ungaria și țările sale vecine.
Guvernul ungar a provocat iritații diplomatice în ianuarie 2011 - când a început  Președinția rotativă a UE, atunci când a întins într-o clădire a  UE pe jos un covor care arăta Regatul Ungariei în granițele sale din 1848. Acest lucru a fost criticat de unii diplomați ai UE ca o nostalgie naționalistă, deoarece, deși sunt teritorii în care locuiau odată importante minorități maghiare și care aparțineau  Ungariei istorice, acum ele intră în componența  altor țări din UE (de exemplu, România și Slovacia). 
În ziua de azi, opinia publică din Ungaria consideră că Tratatul de la Trianon ar fi fost nedrept, fiind văzut ca o soluție nu tocmai bună pentru naționalitatea maghiară care a trăit în statul multinațional austro-ungar creat în 1867. Naționalismul maghiar este exprimat acum prin grupuri de etnie maghiară, dar și prin partide politice ce activează legal în țările vecine, unele fiind implicate și la guvernare. Unii maghiari din România doresc autonomie regională, la fel maghiarii din Serbia, care doresc autonomie pentru partea nordică din Voivodina. După cel de-al doilea război mondial, în Transilvania (în sud-est) a fost creată Regiunea Mureș-Autonomă Maghiară după modelul sovietic, această regiune autonomă fiind desființată la 16 februarie 1968, când în România s-a renunțat la organizarea administrativă pe regiuni și raioane și s-a trecut la reîmpărțirea pe județe. În prezent maghiarii din România se bucură de un tratament egal în raport cu românii strict majoritari sau alte etnii minoritare și, beneficiind de presă liberă, emisiuni în limba maghiară emise de postul național de televiziune (TVR), învățământ în limba maghiară, dreptul de a folosi limba maternă în administrația (în orice localitate în care trăiesc cel puțin 20% maghiari), precum și dreptul de a înființa formațiuni politice.